# René Taelman
René Taelman (ur. 5 maja 1946 w Auderghem, zm. 13 sierpnia 2019) – belgijski trener piłkarski. 

## Kariera trenerska
W swojej karierze trenerskiej Taelman pracował w takich klubach jak: Eendracht Aalst, RFC Seraing, zairski AS Kalamu, Cercle Brugge, marokański CO Casablanca, iworyjski Africa Sports, kuwejcki Al-Arabi, bahrański East Riffa Club, gwinejski CI Kamsar, egipski El-Ittihad, libijski Olympic Zawiya, algierski JS Kabylie oraz libijskie Al-Tahhadi Al-Akhdar. W 2000 roku był selekcjonerem reprezentacji Burkiny Faso (poprowadził ją w Pucharze Narodów Afryki 2000, a w latach 2001-2003 - Beninu.)
Z CO Casablanca wygrał Arabski Puchar Zdobywców Pucharów w 1990 roku. Z Africa Sports został wicemistrzem Wybrzeża Kości Słoniowej w 1994 roku oraz sięgnął z nim po Superpuchar Wybrzeża Kości Słoniowej. Z Al-Arabi Kuwejt zdobył Superpuchar Kuwejtu w 1995 roku, a z Olympic Zawiya wywalczył mistrzostwo Libii w 2004 roku.